# Narulla
Narulla là một chi bướm đêm thuộc họ Erebidae.